# Aconitum carmichaelii
Aconit de Carmichael
Espèce
Aconitum carmichaelii ou Aconit de Carmichael, est une espèce de plantes à fleurs de la famille des Ranunculaceae dont l’aire d’origine est la Chine et la zone côtière du Vietnam.
Elle comporte une tige de 0,60 à 1,50 m de haut, terminée par une inflorescence portant des fleurs en forme de casque de Jupiter, d'un bleu-mauve intense. Elle possède à la partie supérieure de la racine, un renflement tubérisé (le caudex) d'environ 2 à 4 cm qui se renouvelle tous les ans et produit de nouveaux caudex latéraux, très recherchés par les distributeurs de plantes médicinales chinoises d’Asie.
Connu dans les pays tempérés comme plante horticole, l’aconit de Carmichael est considéré en Asie orientale comme un médicament essentiel de la médecine traditionnelle chinoise (MTC). C’est une plante décrite par tous les ouvrages de matière-médicale chinois, depuis les premiers siècles. Toute la plante est toxique, en raison d’alcaloïdes diterpéniques diester comme l’aconitine. La plante connue sous le nom de Fuzi (附子) en chinois, est principalement cultivée dans certaines provinces montagneuses du sud-ouest et du centre de la Chine, pour son emploi médicinal.
Les alcaloïdes de l’aconit de Carmichael très toxiques ont cependant à doses thérapeutiques, de réels effets anti-inflammatoires, anti-arythmiques et analgésiques. La plante est en conséquence utilisée en Chine pour soulager les patients souffrant de rhumatismes, de douleurs articulaires, d’œdèmes, de gastro-entérite, d'asthme, de douleurs abdominales et de certains troubles gynécologiques. Mais l’utilisation de cette plante très toxique n’est pas sans risque, comme l’indique le nombre d’empoisonnement de patients, régulièrement rapportés en Chine, en raison de surdosage.
La méthode empirique par essais-erreurs de la médecine chinoise utilisée pour sélectionner les remèdes efficaces ne permet pas de faire un dosage précis des alcaloïdes toxiques, qui selon la dose peuvent, soit être sans aucun effet soit soigner les patients soit les intoxiquer et même les tuer. Les différentes méthodes traditionnelles de détoxification de l’aconit, non contrôlées quantitativement et chimiquement, peuvent en outre complètement changer la composition du remède, et produire éventuellement un produit sans aucun intérêt ou avec d’autres propriétés que celles recherchées.
Les techniques de pharmacologie moderne permettent de suppléer à ces problèmes en fournissant des remèdes à base de fuzi dont les niveaux d’alcaloïdes diterpéniques, déterminés par chromatographie en phase liquide à haute performance (HPLC), se situent dans des limites sûres. Pour aller plus loin dans l’intégration cohérente de ces méthodes scientifiques à la MTC, les chercheurs chinois ont proposé un nouveau paradigme de la MTC, basé sur la pharmacologie.

## Nomenclature et étymologie
L’espèce a été décrite et nommée Aconitum carmichaeli par le pharmacien botaniste Odon Debeaux (1826-1910), en 1879, dans les Actes de la Société Linnéenne de Bordeaux 33: 87,
Le nom de genre Aconitum, en latin, vient du grec ancien ἀκόνιτον / akoniton « aconit » (Dioscoride, IV, 77).
L’épithète spécifique carmichaeli a été dédié au docteur Carmichael par Odon Debeaux. Selon ce dernier, le docteur Carmichael l’aurait « découverte » dans la région montagneuse du Tché-foû, près de Bambou Temple (très probablement la Pagode neuve) en 1875. Le district de Tché-foû correspond actuellement à la ville de Yantai (烟台), port de 7 millions d’habitants, dans la province de Shandong, en Chine.

## Synonymes
Selon WFO, le nom valide Aconitum carmichaelii possède 6 synonymes :
- Aconitum bodinieri H.Lév. & Vaniot
- Aconitum carmichaelii var. angustius W.T.Wang & Hsiao
- Aconitum jiulongense W.T.Wang
- Aconitum kusnezoffii var. bodinieri (H.Lév. & Vaniot) Finet & Gagnep.
- Aconitum lushanense Migo
- Aconitum wilsonii Stapf ex Mottet

## Description
Le site Flora of China, distingue 211 espèces d’Aconitum poussant en Chine, dont 166 endémiques. Au niveau mondial, le nombre d'espèces d’Aconitum est évalué à plus de 400.
L'aconit de Carmichael est formé d’une longue tige de 0,60 à 1,5 m de haut, voire 2 m, ramifiée, pubescente vers le haut, avec des feuilles régulièrement disposées le long de la tige. Le renflement (caudex) de la partie supérieure de la racine, obconique, fait de 2 à 4 cm de haut, sur 1 à 1,6 cm de diamètre,. Cette partie tubérisée se renouvelle chaque année: elle-même s'atrophie progressivement et au moins deux nouveaux caudex se forment latéralement, à la fin de l’été ou au début de l’automne. Ce sont ces caudex qui sont utilisés préférentiellement en médecine chinoise.
Les feuilles du bas de la tige sont flétries à l’anthèse, celles du milieu ont un long pétiole (de 1–2,5 cm). Le limbe de la feuille est pentagonal, aux nervures palmées, profondément 3-lobé, de forme palmatiséquée, de 6–11 cm de large sur 9-−15 cm de long, coriace, papyracé ou herbacé, dessous pubescent ou densément pubescent au niveau des nervures, dessus légèrement pubescent apprimé, segment central largement rhombique, parfois obovale-rhombique ou rhombique ; segments latéraux inégalement divisés en 2 parties.
L’inflorescence est terminale, de 6-10(-25) cm, à nombreuses fleurs ; le rachis et les pédicelles ± pubescents densément rétroversés et apprimés, ou pubescents étalés ; bractées proximales 3-fides, d'autres étroitement ovales à lancéolées. La fleur est zygomorphe, à symétrie par rapport à un plan. Les sépales sont bleu-violet, dessous pubescents ; sépales inférieurs de 1,5-−1,7 cm ; les sépales latéraux de 1,5 à 2 cm. Le sépale supérieur en forme de casque de Jupiter, 2-−2,6 cm de haut. Les nombreuses étamines sont glabres ou peu pubescentes ; les carpelles sont au nombre de 3 à 5, peu ou densément pubescents, rarement glabres.
Le fruit est formé de follicules de 1,5 à 1,8 cm de hauteur.
La floraison se déroule en septembre-octobre.

## Distribution et habitat
Selon POWO, la distribution d’origine de Aconitum carmichaelii var. carmichaelii est: la Chine du Centre-Nord, Chine du Centre-Sud, Chine du Sud-Est, Mongolie intérieure, Mandchourie, la zone côtière du Vietnam.
Pour Flora of China, l'espèce se distribue dans les provinces de l'Anhui, Fujian, SE Gansu, N Guangdong, N Guangxi, Guizhou, Hebei, S Henan, W Hubei, Hunan, Jiangsu, Jiangxi, S Liaoning, intérieure, S et SO Shaanxi, Shandong, Shanxi, Sichuan, Yunnan, Zhejiang ainsi qu’au Vietnam.
Parmi toutes les espèces d’Aconitum, c’est l’espèce ayant la plus grande aire de répartition.
Cette espèce est cultivée comme plante médicinale à grande échelle en Chine depuis plusieurs siècles. Dans la médecine traditionnelle chinoise, le tubercule mère d'A. carmichaelii est connu sous le nom de Chuanwu (川乌), tandis que le tubercule fille est appelé Fuzi (附子).
Le nom Caowu (草乌), utilisé en médecine traditionnelle chinoise pour Aconitum kusnezofﬁi, est souvent confondu avec Chuanwu.

## Toxicologie

### Toxicité

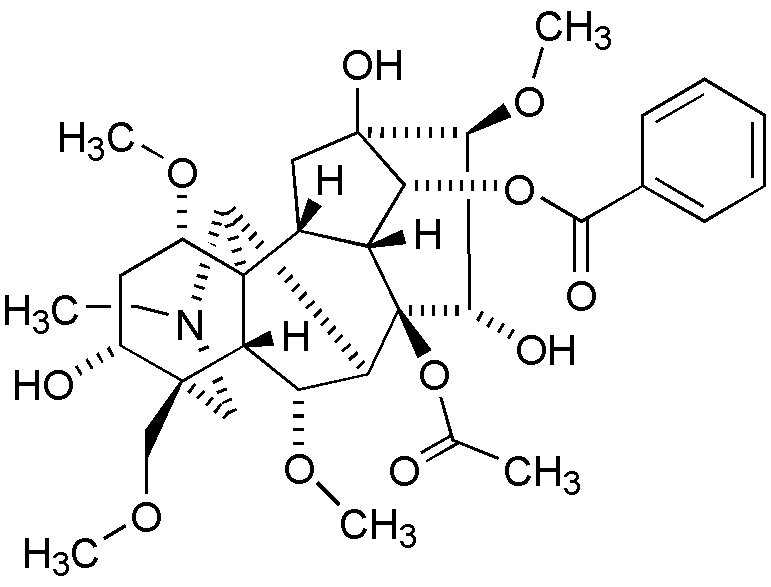
Aconitine

Les principaux responsables de la toxicité d’Aconitum carmichaelii sont des alcaloïdes diterpéniques diester (ADD) en C20 :  l’aconitine, la mésaconitine et l'hypaconitine. Ces composés possèdent une forte affinité pour le site II des canaux Na+, ce qui entraine une dépolarisation maintenue des neurones cardiaques  et squelettiques, responsables d’une forte action arythmogène et d’une toxicité aiguë élevée. La plante comporte aussi  des alcaloïdes diterpéniques monoester (MDA), comme la benzoylaconine (BAC), la benzoylmésaconine (BMA) et la benzoylhypaconine (BHA), qui avec un niveau de toxicité plus faible, ont donc une valeur médicinale plus élevée.
L’aconitine est très toxique pour l’homme, elle entraine la mort avec seulement 2 mg. Dès 0,25 mg d'aconitine, on observe chez les humains des brûlures, des picotements pénibles des lèvres, des fourmillements buccaux mais aussi des doigts et des orteils. Cela s'accompagne de sueurs et de frissons avec disparition de la sensibilité du goût, des troubles de la vue (dus à une forte mydriase) et de l'ouïe (acouphènes). Les troubles de la sensibilité s'apparentant à une sensation de picotement et d'engourdissement, s'étendent à tout le corps, engendrant une sensation d'engourdissement d'abord de la langue et de la face puis général, d'apathie et d'anesthésie par le froid. De plus, on note des vomissements, des diarrhées coliques profuses puis des paralysies des muscles accompagnées de forte douleur, des convulsions, des difficultés à respirer. Une à trois heures après l'absorption, la paralysie est de plus en plus importante, la température corporelle s'abaisse, la respiration s'affaiblit et les troubles du rythme cardiaque aboutissent finalement à la défaillance du cœur par fibrillation ventriculaire. Pendant toute l'agonie (de 1 à 12 h), la conscience reste intacte,.
Plus de 41 cas d'empoisonnement à l’aconit médicinal ont été signalés à Hong Kong entre 2012 et 2017 et en Chine, au moins 53 patients sont décédés des suites d'un empoisonnement à l'aconit. Une étude menée à Hong Kong, a suggéré que sur 52 cas d'empoisonnement à l’Aconitum de 2004 à 2009, le surdosage était la cause principale de l’empoisonnement.

### Détoxification traditionnelle
Dès les Ve – VIe siècles, Tao Hongjing, insistait sur la nécessité absolue d’associer, dans les formules, le fuzi avec la réglisse, le ginseng et le gingembre frais, afin selon ses termes, de corriger et maîtriser (zhengzhi) sa toxicité.  Au XVIe siècle, Li Shizhen fit une sorte de synthèse des divers procédés antérieurs, et conseilla de cuire les aconits dans de l’eau salée, avec de la réglisse, du jus de gingembre et de l’urine de jeune garçon. On pouvait alors utiliser la drogue après une nuit.    
À l’époque moderne, la médecine traditionnelle chinoise (MTC) recommande toujours pour atténuer la toxicité du fuzi, de faire une association avec du ginseng ou de la réglisse Gancao (Radix glycyrrhiza sp.). En faisant valoir des expériences in vitro qui montrent que le ginseng peut réduire le métabolisme des alcaloïdes diterpéniques diester (ADD), en inhibant l'expression et l'activité du cytochrome CYP3A4 impliqué dans la métabolisation d’un grand nombre de substrats.
Selon d'autres études scientifiques, le gingembre sec Ganjiang 干姜 (Zingiberis rhizoma) ou la rhubarbe chinoise Dahuang 大黄 lorsqu’ils sont associés au fuzi en réduisent aussi la toxicité.
Les autres méthodes traditionnelles sont l’ébullition, le rôtissage sur le sable, macération dans une solution saline etc., dont nous reparlerons plus bas.
Cette approche chinoise de la toxicité se distingue nettement de la voie prise en Europe par l’utilisation médicale de l’aconit (après les essais cliniques sur lui-même du médecin autrichien Anton von Störck de Aconitum napellus à partir de 1760), puisque l’aconitine fut extraite et proposée à des doses thérapeutiques contrôlées.

## Histoire
Les aconits étaient d’usage courant dès le deuxième siècle av. J.-C. (Obringer, 1997).
Le premier ouvrage chinois sur la matière médicale, le « Classique de la matière médicale du Laboureur Céleste » Shennong bencao jing, datant des premiers siècles de notre ère, offre trois notices sur l’utilisation de l’aconit de Carmichael intitulées Fùzi 附子 le caudex fils, Wūtóu 乌头 le caudex mère et Tianxiong 天雄 un tubercule long. Le premier terme, fuzi, désigne un caudex latéral, qui est récolté en juillet-août, le second, wutou, le caudex « mère », qui est récolté en avril (voir cette vidéo « wutou, fuzi, tianxiong, cezi », d’un pieds d’aconit comportant plusieurs tubercules, un wutou et des fuzi). La première notice se présente ainsi :
Fuzi « Saveur: âcre, chaud. Toxique. Traite le Vent et le Froid. Contrecarre la toux, le qi maléfique, réchauffe le Centre, [indiqué contre] les blessures par armes blanches, brise les concrétions et les accumulations, [indiqué contre] les stases sanguines, [les maladies dues] au Froid et à l’Humidité, les paralysies, les claudications, les crampes,  l’impossibilité de marcher provoquée par une douleur aux genoux ».
Dans la terminologie de la MTC (Médecine traditionnelle chinoise) : Vent & Froid (feng han 風寒) désigne les esprits causant des maladies, à savoir les agents pathogènes qui se manifestent par une profonde aversion au froid avec effusion de chaleur, et des signes comme maux de tête, douleurs, congestions nasales, toux etc. Le Centre désigne la rate et l’estomac, c’est-à-dire le Réchauffeur (Brûleur) central (un des Trois Réchauffeurs 三角). Froid & Humidité (hán shī 寒濕) désigne un autre couple d’agents pathogènes qui s’associent pour provoquer la stagnation du yang qi et inhiber le flux du sang, causant le froid dans la chair et une gêne pour s’étirer.
Le fuzi est classé parmi les drogues de catégorie inférieure ayant une puissante action thérapeutique en raison de leur toxicité (youdu 有毒). Alors que les drogues de catégorie supérieure qui sont non toxiques (wudu 无毒), ne sont pas destinées à soigner mais à nourrir la force vitale (yang ming 养命), à allonger la vie, voire à atteindre l’immortalité. C’est la dimension prévention associée au traitement thérapeutique.
« Le traité des coups de froid », Shanghan Lun 《 伤寒论 》de Zhang Zhongjing 张仲景 (150—219), propose de nombreux assemblages médicinaux, notamment le Sinitang (zh), composé de fuzi (aconit), de gingembre séché, et de réglisse qui ensemble sont réputés être un agent chaud capable de stimuler le yang qi et dissiper le froid maléfique (voir section 35 du Shanghan Lun),
Ces premiers ouvrages ouvrent la voie à une longue et riche histoire d’ouvrages de materia medica, sans équivalent en Europe à la même époque, et atteint, en passant par l’ouvrage du médecin et apothicaire Li Shizhen, « La matière médicale classifiée » Bencao gangmu (1593), le point culminant de ce qui peut être fait avec la méthode traditionnelle de compilation basée sur l’accumulation non exclusive d’informations (sans analyses critiques).
La terminologie des premières matières médicales (ch. Bencao 本草), sera conservée en grande partie au cours des siècles suivants, elle sera aussi complétée et débarrassée des considérations magiques et démonologique, héritées des milieux alchimistes taoïsants des Han postérieurs.
Le Bencao yan yi l'« Interprétation étendue de la matière médicale » (1116) de Kou Zongshi 寇宗奭 à l’époque de la dynastie des Song du Nord (960-1127), indique que les cinq appellations wūtóu 烏頭, wūhuì 烏喙, tiānxióng 天雄, fùzǐ 附子, et cèzi 側子 sont la « même chose » (réfère à la même plante), et qu’ils sont nommés uniquement par leur grosseur, leur taille et leurs différences.
Li Shizhen (1518-1593), l'auteur de « La matière matière médicale classifiée » (Bencao gangmu 本草纲目) de la dynastie Ming, a également indiqué que la racine initiale est le wutou (乌头), dont la forme est similaire à une tête (头) de corbeau (乌), et que l'autre racine attaché au wutou est le fuzi 附子, comme le fils (子) est attaché (附) à sa mère (如子附母),,.
À l’époque moderne, une école de MTC, nommée Huoshen Pai  (火神派), est devenue célèbre pour son emploi du fuzi à des doses élevées jugées risquées.
À la fin du XIXe et au début du XXe siècle, la médecine occidentale a commencé à influencer la pratique médicale traditionnelle, avec la fondation d’écoles de médecine occidentale en Chine. Un nouveau syncrétisme s’est fait progressivement entre les deux médecines.

## Utilisations

### Agriculture
La récolte et probablement la culture de l’aconit ont commencé dès le IIIe siècle dans le royaume de Shu, 蜀, shǔ (actuel Sichuan). Les aconits étaient peu consommés localement mais étaient envoyés vers la capitale Kaifeng ou d’autres provinces. Les meilleurs produits étaient réservés aux fonctionnaires ou aux personnes riches (Obringer, 1977, p. 105).
La culture à grande échelle de l’Aconitum carmichaelii est pratiquée dans des fermes de plantes médicinales dans les districts de Zhangming et Jiangyou de la province du Sichuan, depuis plus de 1 000 ans. Dans le reste de la Chine, l’aconit est cultivé dans les provinces montagneuses du Sud-Ouest et du centre de la Chine, à savoir outre le Sichuan, le Yunnan, le Hubei, le Shaanxi, et le Zhejiang.
De nos jours, une production abondante de tubercules d’aconit est nécessaire pour satisfaire la demande de produits médicinaux à base d’aconit; sachant qu'il existe une centaine de formules d’association communes de l’aconit avec d’autres plantes médicinales et de nombreux produits commerciaux de la MTC qui en contiennent aussi.
Les agriculteurs ont développé des techniques culturales très élaborées pour donner les plus beaux tubercules qui se vendront le mieux auprès des fabricants de médicaments de médecine traditionnelle,. En voici un échantillon:
La culture de l’aconit (de Carmichael) se fait de préférence dans un sol profond, sablonneux, meuble, frais, riche en humus et bien fumé. L’engrais de base est le fumier de ferme (souvent de moutons, ou de porcs). En utilisant des semences sélectionnées de haute qualité, il est possible d’avoir de bons rendements et une production de qualité,.
La plantation des tubercules (caudex) se fait en novembre à 15–20 cm de distance en sillons écartés de 25–30 cm, soit plus de 150 000 pieds à l’hectare. C'est une culture annuelle bien que la plante soit vivace.
Il faut ensuite entretenir le sol par des désherbages manuels ou chimiques. Lorsque les jeunes plants atteignent une quinzaine de centimètres de haut, il faut procéder à la première taille des racines, afin de favoriser la production de gros caudex. La terre est dégagée près du pied, pour accéder aux nombreux tubercules latéraux. Tous les petits tubercules sont éliminés, on laisse le plus gros tubercule latéral ainsi que le tubercule « mère ». Bien que le cycle de croissance soit assez court, il nécessite trois apports de fumure (compost ou fumier). Environ une semaine après la première taille des racines, il est temps de commencer à tailler les pointes, puis casser les bourgeons une fois par semaine (pour que la vigueur végétative se porte sur les tubercules). Enfin, il faut s’occuper de l’irrigation.
L’aconit cultivé est sujet à des attaques d’insectes (vers, pucerons, etc.) de nématodes des racines  ou de maladies (mildiou, oïdium, etc.). Il faut alors recourir aux traitements chimiques. Se reporter à cette dernière référence, pour voir des photos de champs cultivés d’aconit.

### Utilisation horticole
Pour l’usage horticole, la variété Aconit de Carmichael 'Arendsii' est  généralement préférée. Elle est appréciée pour sa floraison tardive, en septembre-octobre.
Cette vivace tubéreuse, très florifère, souvent de 1,20 à 1,50 m de haut, se plait sous une ombre légère dans un sol frais. Elle ne supporte pas les sols secs mais est capable de résister à des températures allant jusqu’à - 30 °C.
Elle est surtout cultivée comme ornementale dans les régions tempérées, froides ou  montagneuses du monde.

### Utilisation comme poison
Les mentions de l’emploi de flèches empoisonnées dans l’aire culturelle chinoise abondent. L’aconit servait à enduire les flèches destinées à tuer du gibier ou des hommes.
Poison majeur de la civilisation chinoise, l’aconit servit aussi à accomplir quelques assassinats à la cour impériale. Les cas d’empoisonnement par l’aconit devaient être particulièrement répandus, puisqu’un texte excavé à Mawangdui (antérieur à 168 av. J.-C.) donnent sept recettes pour lutter contre cette intoxication.

### Utilisations alimentaires
Dans certaines régions de Chine, les tubercules d’aconits sont consommées comme aliment fonctionnel. Il a été rapporté que les caudex de Aconitum carmichaelii, sont consommés sous forme d’une « soupe tonique », dans le Sichuan, le Shaanxi, le Guizhou et le Hunan. Une enquête de terrain de Kang et al, auprès de 50 villageois des monts Tabai, dans les monts Qinling (Shaanxi), indique qu’ils confectionnent une soupe de caudex d’aconit de Carmichael (wuyao), en les faisant bouillir dans de l’eau pendant au moins 8 heures, jusqu’à ce qu’ils deviennent mous comme des pommes de terre bien cuites.
Tous les habitants interrogés ont mangé du wuyao, sauf trois qui ne sont pas originaires de la région. Et la majorité de ceux qui en ont mangé, en mangent tous les hivers. La portion moyenne est de 200 g. Le breuvage amer, est consommé pour des raisons de santé. Les consommateurs sont bien conscients des dangers de l’aconit. Quelques années auparavant, toute une famille est décédée sauf un membre, pour avoir mangé du wuyao pas assez cuit. Une famille de deux personnes consomment environ 15 kg de wuyao sec par hiver, mais certaines familles en consomment jusqu’à 50 kg.
Les aconits de Carmichael sont cultivés dans des terrains près des maisons

### Utilisations médicinales
Le caudex latéral de l’aconit de Carmichael est récolté de fin juin à début août ; lors de la récolte, sa fixation sur le caudex « mère » est tranchée, puis il est débarrassé de ses radicelles et de la terre. Cette forme est appelée Nifuzi (泥附子) soit « fuzi boueux » qui en principe, doit avoir été bouillie.
La préparation (paozhi 炮制) du fuzi
Les tubercules crus étant hautement toxiques doivent être longuement et soigneusement traités par « le feu et l’eau », avant d’être prescrits sous forme de mélange pour décoctions, poudres ou autres préparations. Dans son édition 2020, la Pharmacopée chinoise distingue cinq formes de préparation, appelées Yanfuzi (盐附子), Baifupian (白附片), Heishunpian (黑瞬片), Danfuzi (丹附子) et Paofupian (炮附片) (Meng Wang et al, 2023).
Le yanfuzi est fabriqué en trempant le nifuzi dans une solution saline pendant une nuit, puis en le séchant et le trempant à nouveau au cours des jours suivants, jusqu'à ce que qu’une quantité suffisante de sel (chlorure de sodium) cristallise à la surface,.
La préparation nommée baifupian s’obtient par cette suite d’opérations
- 1. peler le fuzi
- 2. le couper en tranches
- 3. mettre celles-ci  à tremper dans de l’eau claire jusqu’à ce que le liquide devienne d’un blanc laiteux
- 4. sortir les tranches, les passer à la vapeur,
- 5. les faire sécher au soleil.

Pour rehausser sa couleur blanche, le produit est parfois étuvé avec du soufre.
Ces différents traitements visent à diminuer la toxicité de l’aconit.
Le paofupian est habituellement préparé par une cuisson prolongée sur du sable souvent avec des ingrédients comme le gingembre ou le sucre noir.
Dans le schéma ci-dessous de Meng Wang et al, la forme nifuzi a déjà été bouillie une première fois (les auteurs n’indiquent pas de durée d’ébullition mais Chan et al indiquent de « les cuire pendant 4 à 6 heures ou de les traiter à la vapeur durant 6 à 8 heures »)

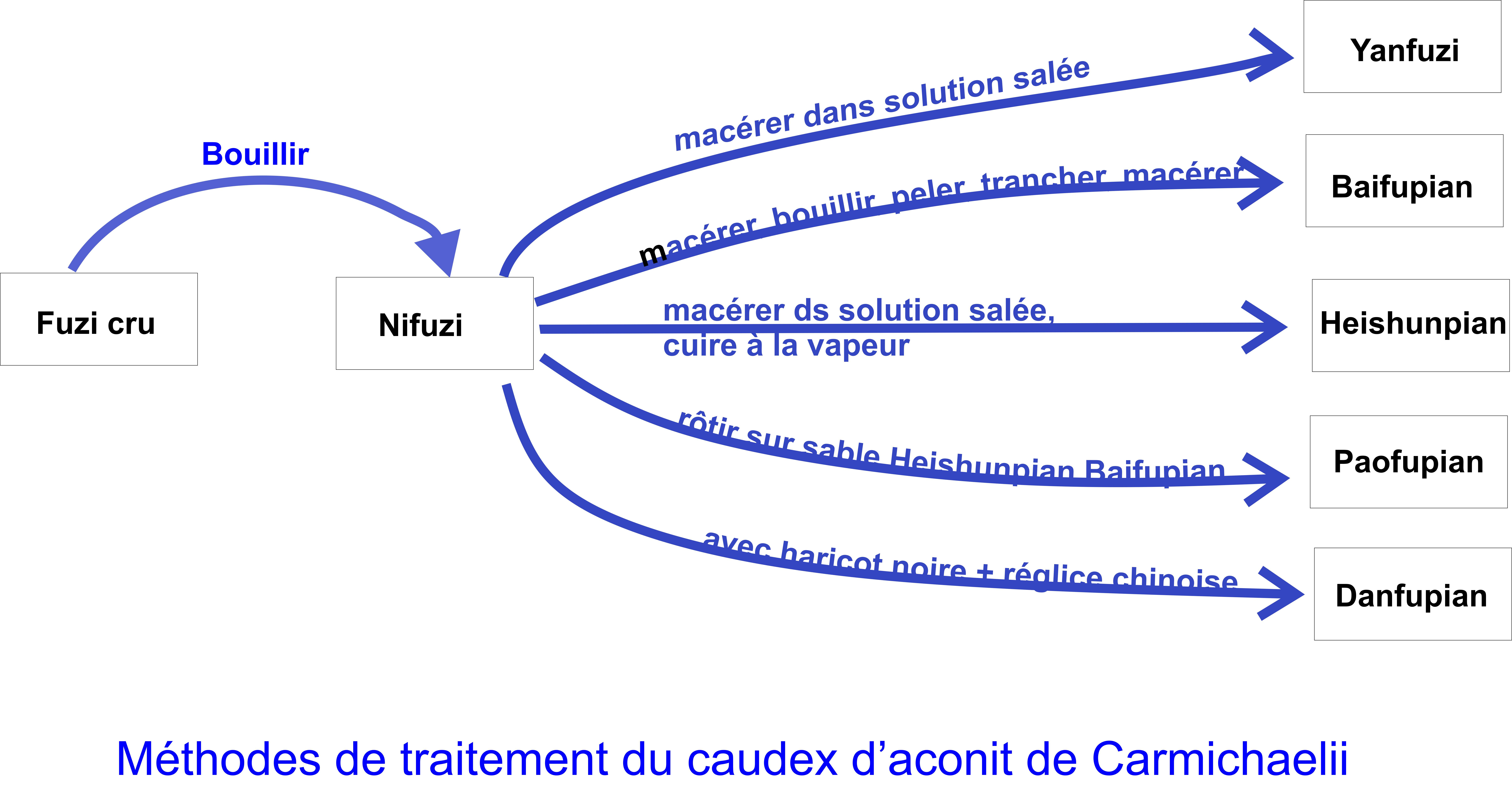
Les différentes préparations du tubercule dA. carmichaelii

Parmi les composés actifs du fuzi, l’aconitine alcaloïde diterpénique diester (ADD), hautement toxique, est instable. Soumise à une température élevée, l’aconitine subit une hydrolyse de deux liaisons ester, éliminant le groupe acétyle pour donner la benzoylaconitine, avec une toxicité ∼1/200 de celle de l'aconitine. En poursuivant le chauffage, les alcaloïdes monomères s’hydrolysent à leur tour et la toxicité descend à 1/2000 de celle de l’aconitine.
Les résultats d’analyse indiquent que le fuzi est le plus toxique, tandis que danfuzi est le moins toxique ; entre les deux viennent le paofupian et zhengfupian aux toxicités similaires qui sont inférieures à celle du heishunpian, soit l’ordre décroissant de toxicité suivant
fuzi >   heishunpian > paofupian ≈ zhengfupian  > danfuzi
Après traitement, la composition chimique du fuzi change. Il a été observé des différences dans les teneurs en alcaloïdes totaux, en alcaloïdes monoesters et en alcaloïdes diesters dans les produits transformés de fuzi. Leurs activités thérapeutiques sont donc aussi différentes. Le fuzi qui est connu pour avoir des effets anti-inflammatoires et analgésiques, va après le traitement qui le transforme en paofupian avoir de meilleurs effets anti-inflammatoires et analgésiques que le danfuzi et le heishunpian.
La compatibilité (peiwu 配伍)
Après la première étape de préparation du fuzi sorti de terre, une seconde étape consiste à lui associer d’autres médicaments compatibles avec lui, afin d’améliorer l’effet thérapeutique et de réduire ou éliminer la toxicité.
Dans la pratique de la MTC, les médicaments végétaux sont administrés aux patients dans une formulation composée plutôt que de manière isolée. Par exemple, les rhizomes de gingembre (Zingiber officinale) et de réglisse Glycyrrhiza uralensis combinés avec une préparation de fuzi, dans la décoction nommée Sini tang (recommandée dans Shanghan lun vers 196), non seulement améliore les effets cardiaques mais aussi détoxifie l’aconit. Dans la formulation médicale traditionnelle, la décoction Sini tang traite un syndrome d’épuisement du yang, avec transpiration moite, souffle court, extrémités froides et moites et pouls indistinct.
La décoction formée d’une préparation du fuzi à laquelle du gingembre (Zingiber officinale) est associé, nommée Shenfu tang, traite une déplétion du yang, et les extrémités froides. Enfin la décoction d’une préparation de fuzi, de rhizome de gingembre et de racine de rhubarbe (Rheum palmatum), nommée Wenpi tang, traite une constipation due à l’insuffisance du yang de la rate (sensation de froid, fatigue) et à la stagnation du froid.

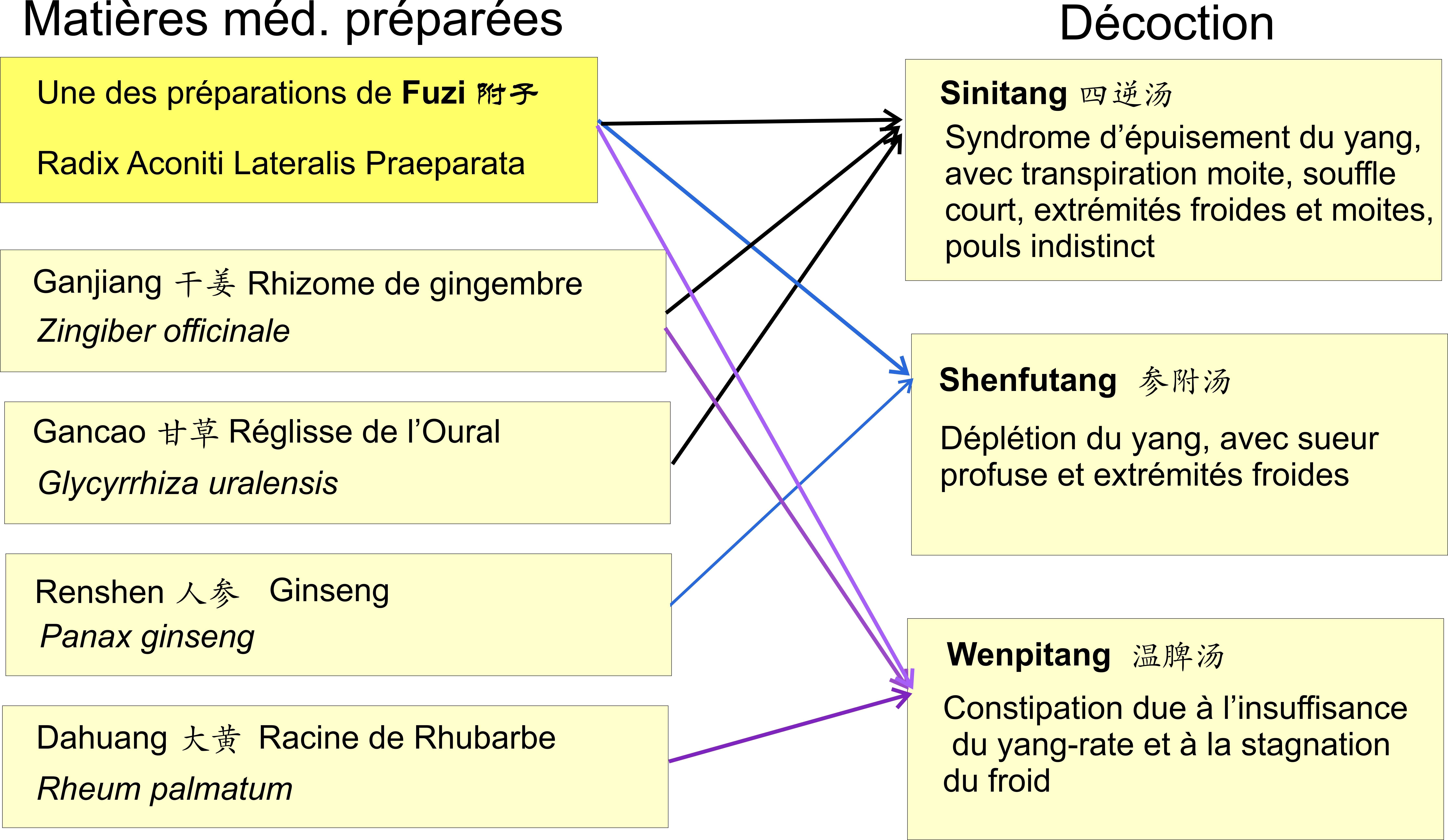
Le tubercule l'aconit de Carmichael est associé avec d'autres remèdes afin d'améliorer son efficacité thérapeutique

Généralement, la teneur en alcaloïdes diterpéniques diester (toxiques) du remède dépend non seulement des mesures de traitement (ébullition, rôtissage, salage, etc.) et du temps de décoction, mais varie aussi selon le site de collecte de la plante, la méthode culturale, l’époque de la récolte, les contions de séchage et de stockage.
Une équipe de chercheurs de Hong Kong a quantifié les trois principaux ADD (aconitine, mesaconitine et hypaconitine) dans 17 échantillons de tubercules d’aconit transformés Radix Aconiti lateralis praeparata (Fuzi). Ils ont trouvé que la teneur en ADD variait considérablement dans les échantillons, allant de 0 à 0,031 %. La méthode traditionnelle qualitative (à l’aveuglette) peut donc produire un remède inactif ou à la limite de la toxicité.
En raison de la toxicité potentielle des remèdes à base de fuzi, il préférable de recourir à des médicaments commercialisés, dont les niveaux d’ADD, déterminées par HPLC, se situent dans des limites sûres.
Emplois
La phytothérapie dérivée d’Aconitum carmichaeli Debx. est utilisée à des fins anti-inflammatoires et anti-arythmiques depuis plus de deux mille ans.
Le fuzi est associé à diverses plantes médicinales dans des formulations qui ont des effets positifs sur la guérison des patients souffrant d'un infarctus aigu du myocarde, d'une hypotension artérielle, d'une maladie coronarienne ou d'une insuffisance cardiaque chronique.
Le fuzi est souvent utilisé comme agent analgésique dans de la polyarthrite rhumatoïde, de la rhinite allergique et de divers inconforts liés aux maux de tête, aux douleurs hypocondriaques, à l'arthralgie, aux douleurs cancéreuses, etc.
Une enquête auprès de 385 médecins en MTC à Pékin publiée en 2021 indique que les trois diagnostics principaux pour lesquels l’aconit est prescrit sont l'insuffisance cardiaque, la diarrhée sans cause et la gastrite chronique. Les préparations les plus communément utilisées de l’aconit sont le Heishunpian, puis le Baifupian et le Danfupian. Les formules composées de l’aconit avec d’autres plantes viennent toutes du « Le traité des coups de froid » Shanghan Lun (vers l’an 196) : les décoctions de Sini Tang (37%), Mahuang Xixin Fuzi (30%) et Zhenwu (28%).
En France, la monographie de la racine d’aconit a été supprimée de la Pharmacopée en 1984 et la pharmacopée chinoise n’est pas reconnue officiellement.
Bilan
À l’époque moderne, les utilisateurs du savoir pharmacognosique traditionnel chinois n’ont jamais rejeté ouvertement la forte empreinte des systèmes philosophiques des premiers siècles de notre ère et des alchimistes taoïsants possesseurs de recettes plus ou moins magiques de guérisseurs, tout en intégrant des éléments des sciences empiriques modernes. Durant les deux millénaires d’existence des bencao, les savoirs traditionnels puis scientifiques sur la matière médicale se sont accumulés en couches successives, de par le mode de fonctionnement par accumulation continue et non exclusive d’informations de nature hétérogène. La pratique médicale utilise des méthodes qui sont devenues de plus en plus informées par la recherche scientifique et clinique, bien qu'elle soit restée ancrée dans des principes traditionnels sans base empirique. Mais les connaissances scientifiques pointues de la pharmacologie moderne s’obtiennent par une discipline méthodologique particulière, que la MTC se refuse à adopter complètement au nom de la riche tradition culturelle qui l’anime. La conciliation entre les bencao traditionnelles et les connaissances scientifiques de biochimie et de pharmacologie est un défi majeur pour la pharmacognosie chinoise actuelle, car elle implique de réconcilier des paradigmes différents, voire opposés, sur la nature de la santé et de la maladie, sur les critères de validité et de fiabilité des informations, et sur les objectifs et les valeurs de la pratique médicale.
Pour la MTC, la plupart des maladies sont induites par 1) un déséquilibre du yin-yang interne du corps humain, ou 2) une perturbation du qi, ou 3) une exposition excessives aux cinq agents pathogènes (le Vent, le Froid, la Chaleur, l'Humidité, et la Sécheresse) et quelques autres facteurs. Les drogues médicinales (végétales, animales ou minérales) visent respectivement 1) à rétablir l’équilibre du yin et du yang, ou 2) à rétablir la circulation du qi et du sang dans le corps en éliminant les stagnations (en général associées à la douleur et la maladie), ou 3) à contrer les effets des agents pathogènes.
Plutôt que de partir de ces principes, certains chercheurs chinois ont proposé de moderniser la MTC en suivant les approches d’intégration de données par la biologie des systèmes. Il est largement admis que l'absorption, la distribution, le métabolisme, l'excrétion et la pharmacocinétique sont des caractéristiques essentielles pour déterminer quels composants chimiques sont susceptibles d'être actifs et quel type de mode d'action ils peuvent adopter pour atteindre leur effet thérapeutique. Comment alors intégrer ces préoccupations à la médecine chinoise ?
Pour résoudre ce genre de problèmes, une stratégie de recherche intégrée basée sur la pharmacologie a été proposée et développée, permettant un changement de paradigme dans la médecine traditionnelle chinoise (la MTC basée sur la pharmacologie intégrative MTCPI), ce qui pourrait injecter une nouvelle vitalité dans la modernisation et l'internationalisation de la MTC.
Mais en attendant que cette nouvelle MTC émerge, il y a certainement encore de bonnes raisons pour que les patients chinois acceptent de prendre des risques d’effets secondaires importants (vitaux parfois) pour obtenir des effets anti-inflammatoires, anti-arythmiques et analgésiques facilement obtenus avec une bien meilleure sécurité par des médicaments de médecine moderne. Les substances actives de ces derniers sont elles aussi toxiques mais la pharmacologie a développé des techniques toujours plus précises pour évaluer par des tests empiriques les doses précises pour obtenir des effets thérapeutiques, sans trop de risques.
Il y a certainement de nombreuses raisons pour expliquer l’attachement des chinois à la MTC : la médecine chinoise est un symbole fort de l’identité culturelle chinoise, elle donne des explications parlantes pour tout le monde, la pharmacopée traditionnelle contient des herbes médicinales avec une véritable efficacité thérapeutique, elle a reçu un soutien politique substantiel par le pouvoir communiste parce qu’elle offre une forme de soin abordable. Il y a aussi le ressenti que la forte toxicité de l’aconit en fait une arme thérapeutique puissante capable de « renforcer le Yang et de réchauffer le Centre » ; ce qui est quand même bien plus évident pour le patient que de dire que « l’aconitine ouvre de manière persistante les canaux sodium voltage-dépendant Na+ des cellules myocardiques, ce qui entraîne une dépolarisation prolongée et incontrôlée ».